# Юность (повесть)
«Юность» — третья и последняя повесть в псевдоавтобиографической трилогии Льва Толстого. Впервые напечатана в 1857 году в журнале «Современник», № 1. Книга описывает университетские годы жизни главного героя и его сокурсников.

## Персонажи
- Николай Иртеньев — от его имени ведётся повествование
- Володя — брат Николая
- Сонечка — первая возлюбленная Николая
- St. - Jérôme — гувернёр Николая
- Папа (Пётр Александрович)
- Мими — гувернантка Любочки, сестры Николая.
- Дубков — приятель Володи
- Дмитрий Нехлюдов — друг Николая
- Иконин — товарищ и сокурсник Николая
- Авдотья — мачеха Николая
- Варенька Нехлюдова — сестра Дмитрия, возлюбленная Николая
- Семёнов — сокурсник Николая
- Зухин — товарищ Николая, друг Семёнова
- Катенька — дочь Мими
- Любочка —  сестра Николая

## Сюжет
Сюжет повести описывает университетскую жизнь Николая и его товарищей-сокурсников в пору юношества.
Объём сюжета по сравнению с прошлыми частями трилогии («Детство» и «Отрочество») стал намного больше и раскрепощённей.
Повесть наполнена философскими размышлениями и различными событиями, которые могут произойти с любым юношей.

## Краткое содержание повести
Идёт шестнадцатая весна Николая Иртеньева. Он готовится к экзаменам в университет, переполнен мечтаниями и размышлениями о будущем своём предназначении. Чтобы яснее определить цель жизни, Николай заводит отдельную тетрадь, куда записывает обязанности и правила, необходимые для нравственного совершенствования. В страстную среду в дом приезжает седой монах, духовник. После исповеди Николай чувствует себя чистым и новым человеком. Но ночью он вдруг вспоминает один свой стыдный грех, который скрыл на исповеди. Он почти не спит до утра и в шестом часу спешит на извозчике в монастырь, чтобы исповедаться вновь. Радостный, Николенька возвращается обратно, ему кажется, что лучше и чище его нет человека на свете. Он не удерживается и рассказывает о своей исповеди извозчику. И тот отвечает: «А что, барин, ваше дело господское». Радостное чувство улетучивается, и Николай даже испытывает некоторое недоверие к своим прекрасным наклонностям и качествам.
Николай успешно выдерживает экзамены и зачислен в университет. Домашние поздравляют его. По приказанию отца, в полное распоряжение Николая поступают кучер Кузьма, пролётка и гнедой Красавчик. Решив, что он уже совсем взрослый, Николай покупает на Кузнецком мосту много разных безделушек, трубку и табак. Дома он пытается закурить, но чувствует тошноту и слабость. Заехавший за ним Дмитрий Нехлюдов укоряет Николая, разъясняя всю глупость курения. Друзья вместе с Володей и Дубковым едут в ресторан отмечать поступление младшего Иртеньева в университет. Наблюдая поведение молодых людей, Николай замечает, что Нехлюдов отличается от Володи и Дубкова в лучшую, правильную сторону: он не курит, не играет в карты, не рассказывает о любовных похождениях. Но Николаю из-за мальчишеского восторга перед взрослой жизнью хочется подражать именно Володе с Дубковым. Он пьёт шампанское, закуривает в ресторане папиросу от горящей свечи, которая стоит на столе перед незнакомыми людьми. В результате возникает ссора с неким Колпиковым. Николай чувствует себя оскорблённым, но всю свою обиду срывает на Дубкове, несправедливо накричав на него. Понимая всю ребячливость поведения своего друга, Нехлюдов успокаивает и утешает его.
На следующий день по приказанию отца Николенька отправляется, как уже вполне взрослый человек, делать визиты. Он посещает Валахиных, Корнаковых, Ивиных, князя Иван Иваныча, с трудом выдерживая долгие часы принуждённых бесед. Свободно и легко Николай чувствует себя лишь в обществе Дмитрия Нехлюдова, который приглашает его с визитом к своей матери в Кунцево. По дороге друзья беседуют на разные темы, Николай признаётся в том, что в последнее время совершенно запутался в разнообразии новых впечатлений. Ему нравится в Дмитрии спокойная рассудительность без оттенка назидательности, свободный и благородный ум, нравится, что Нехлюдов простил постыдную историю в ресторане, как бы не придав ей особенного значения. Благодаря беседам с Дмитрием, Николай начинает понимать, что взросление — не простое изменение во времени, а медленное становление души. Он восхищается другом все больше и, засыпая после разговора в доме Нехлюдовых, думает о том, как было бы хорошо, если бы Дмитрий женился на его сестре или, наоборот, он женился на сестре Дмитрия.
На другой день Николай на почтовых уезжает в деревню, где воспоминания о детстве, о маменьке с новой силой оживают в нем. Он много думает, размышляет о своём будущем месте в свете, о понятии благовоспитанности, которое требует огромного внутреннего труда над собой. Наслаждаясь деревенской жизнью, Николай с радостью осознаёт в себе способность видеть и чувствовать самые тонкие оттенки красоты природы.
Отец в сорок восемь лет женится во второй раз. Дети мачеху не любят, у отца с новой женой через несколько месяцев складываются отношения «тихой ненависти».
С началом учёбы в университете Николаю кажется, что он растворяется в массе таких же студентов и во многом разочарован новой жизнью. Он мечется от разговоров с Нехлюдовым до участия в студенческих кутежах, которые осуждаемы его другом. Иртеньева раздражают условности светского общества, которые кажутся в большей своей части притворством ничтожных людей. Среди студентов у Николая появляются новые знакомые, и он замечает, что главной заботой у этих людей является получение от жизни прежде всего удовольствия. Под влиянием новых знакомых он неосознанно следует такому же принципу. Небрежность в учёбе приносит свои плоды: на первом экзамене Николай проваливается. Три дня он не выходит из комнаты, чувствует себя истинно несчастливым и потерявшим всю прежнюю радость жизни. Дмитрий посещает его, но из-за охлаждения, которое наступает в их дружбе, сочувствие Нехлюдова кажется Николаю снисходительным и поэтому оскорбительным.
Однажды поздно вечером Николай достаёт тетрадь, на которой написано: «Правила жизни». От нахлынувших чувств, связанных с юношескими мечтаниями, он плачет, но уже слезами не отчаяния, а раскаяния и морального порыва. Он решается вновь писать правила жизни и никогда уже не изменять им. Первая половина юности заканчивается в ожидании следующей, более счастливой.

## Оценки
1. Дружинин отозвался о «Юности» весьма положительно, но с достаточно суровой критикой:

«Задача Ваша ужасна, и Вы её выполнили очень хорошо. Ни один из теперешних писателей не мог бы так схватить и очертать волнующий и бестолковый период юности. Для людей развитых Ваша „Юность“ доставит великое наслаждение, и если кто Вам скажет, что эта вещь хуже „Детства“ и „Отрочества“, тому Вы можете плюнуть в физиономию.

Некоторые главы сухи и длинны, например, все разговоры с Дмитрием Нехлюдовым…

…избегайте длинных периодов. Дробите их на два и на три, не жалейте точек. С частицами речи поступайте без церемонии, слова что, который и это марайте десятками.

Иногда Вы готовы сказать: „У такого-то ляжки показывали, что он желает путешествовать по Индии“. Обуздать эту наклонность Вы должны, но гасить её не надо ни за что в свете»

- Некрасов не написал Толстому о «Юности» ни слова.[1]
- Чернышевский выход «Юности» воспринял сдержанно.[1]

## Экранизация
- 1973 — «Детство. Отрочество. Юность» СССР, режиссёр Пётр Фоменко